# كروستوفر شولز
كروستوفر لاثام شولز (بالإنجليزية: Christopher Latham Sholes)‏ (14 فبراير 1819 - 17 فبراير 1890) مخترع وصحفي أمريكي ساعد في تطوير أول آلة كاتبة عملية. ولد شولز بالقرب من دانفيل في بنسيلفانيا. وكان محررًا لجريدة ويسكونسن، كما خدم في برلمان ولاية ويسكونسن. إضافة إلى الآلة الكاتبة، اخترع شولز رفقة صامويل سول آلة ترقيم الصفحات في عام 1866.

## الآلة الكاتبة
صمم كل من شولز، وكارلوس جليدين، وصامويل سول الآلة الكاتبة في عام 1867، وتمت براءة اختراعها في عام 1868. وقد باع كل من جليدين وسول حقهما إلى شولز وشريكه الجديد، جيمس دينسمور. بدآ في تصنيع الآلة، ولكنهما كانا غير قادرين على صنعها وبيعها. وفي عام 1873، أعطى شولز ودينسمور عقدا إلى إي. ريمنجتون وأبنائه لتصنيعها.